# Brandon Bowman
Brandon Kyle Bowman (Beverly Hills, 15 ottobre 1984) è un cestista statunitense.

## Palmarès
- Campionato cipriota: 1

AEK Larnaca: 2016
- Campionato neozelandese

Wellington Saints: 2014